# Ulrich Schäfer (Fußballfunktionär)
Ulrich Schäfer (* 15. Dezember 1940) ist ein ehemaliger deutscher Kommunalpolitiker, Bürgermeister und Fußballfunktionär. Von 1976 bis 1990 war er beim VfB Stuttgart als Geschäftsführer unter dem ehrenamtlichen Vereinspräsidenten Gerhard Mayer-Vorfelder der Hauptverantwortliche für das Sportmanagement des Vereins und danach noch bis 2000 geschäftsführendes Vorstandsmitglied.
Vor seiner Tätigkeit als Fußballmanager war Ulrich Schäfer bis 1971 in Personalunion Bürgermeister der selbstständigen Gemeinden Heiningen, Maubach und Waldrems. Am 1. Januar 1976 übernahm Schäfer beim VfB Stuttgart das Amt des Geschäftsführers und damit auch die Funktion des Sportmanagers. Gleich zu Beginn seiner Tätigkeit war er am Neuaufbau der Fußballmannschaft nach dem Abstieg aus der Bundesliga beteiligt und wirkte auch bei der Verpflichtung des Aufstiegstrainers Jürgen Sundermann mit. Ulrich Schäfer galt beim VfB Stuttgart nach Gerhard Mayer-Vorfelder als wichtigster Entscheidungsträger und fungierte, wenn der Vereinspräsident abwesend war, de facto als dessen Stellvertreter. Nachdem Dieter Hoeneß, der 1990 die Funktion des Sportmanagers beim VfB übernommen hatte, 1995 entlassen wurde, übernahm Ulrich Schäfer interimsweise die Aufgaben seines Nachfolgers. Ehe Karlheinz Förster 1998 die sportliche Leitung des Vereins übernahm beförderte Ulrich Schäfer 1996 den späteren Bundestrainer Joachim Löw vom Co-Trainer zum Cheftrainer des VfB Stuttgart. Mit dem Ende der Amtszeit des Präsidenten Gerhard Mayer-Vorfelder schied Ulrich Schäfer 2000 aus dem Vorstand der Stuttgarter aus. Für die damalige finanzielle Notlage des Vereins machten andere VfB-Funktionäre die Transferpolitik von Schäfer und Mayer-Vorfelder verantwortlich.